# Rock Against Communism
Rock Against Communism är en politisk musikgenre, inte sällan relaterad till vit makt-musik. Namnet kommer från en serie konserter i Storbritannien på 1980-talet. Namnet skapades av British National Front 1978 som ett svar på Rock Against Racism. Man anordnade en första konsert 1979. Därefter dröjde det till 1983 innan man organiserade nästa konsert, med musikgruppen Skrewdriver. Senare blev konserterna mer regelbundna. Den svenska grenen av rörelsen "Rock mot kommunism" spelade endast i några källarlokaler från 1987, men kan sägas utgöra grogrunden för organisationen Vitt ariskt motstånd.

## Kända musikgrupper
- Batallón de Castigo
- Enhärjarna
- Gestapo SS
- Kolovrat[3]
- Landser
- Macht und Ehre
- RaHoWa
- Skrewdriver
- Skullhead
- Konkwista 88
- Final War
- Vit Aggression[4]